# Jack Herer (Cannabis)
 (octobre 2022).
Si vous disposez d'ouvrages ou d'articles de référence ou si vous connaissez des sites web de qualité traitant du thème abordé ici, merci de compléter l'article en donnant les références utiles à sa vérifiabilité et en les liant à la section « Notes et références ».
Pour le militant, voir Jack Herer.

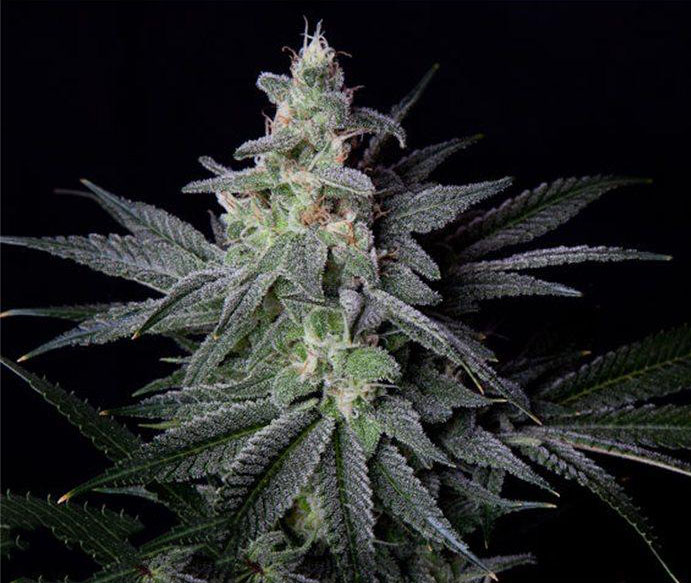
Variété de cannabis : Jack Herer

La Jack Herer est une variété de cannabis. Elle a été développée par Sensi Seed et elle a été nommée en l'honneur de Jack Herer, grand activiste américain et auteur du livre L'empereur est nu.
Elle a gagné de nombreux prix lors des Cannabis cup.